# Edouard Cumenge
Bernard Louis Philippe Edouard Cumenge (* 16. April 1828 in Castres (Tarn); † 20. Juli 1902 in Paris) war ein französischer Bergbauingenieur und Mineraloge.

## Leben und Werk
Er wurde im Alter von 14 Jahren an der École navale angenommen, 1845 schrieb er sich an der École polytechnique in Paris ein. Am 28. Januar 1851 wechselte er dann zur École nationale supérieure des mines de Paris, wo er mit dem Prüfbüro zu tun hatte. Er nahm unbegrenzten Urlaub und unternahm zahlreiche Reisen.
Von diesen brachte er einige mineralogische Proben mit, die die Beschreibung neuer Minerale ermöglichten. Hierzu zählen der „Guejarit“ (Synonym für Chalkostibit), der seinen Namen vom Fundort Güéjar Sierra in der spanischen Sierra Nevada hat; der Boleit und der Cumengeit aus Boleo, die von François Ernest Mallard studiert wurden und ein Uranylvanadat, der Carnotit aus Colorado, das von Georges Friedel untersucht wurde.
Zudem ist er Schöpfer einer herabgestuften Klasse, dem Andiestit, das eine Mischung von Tellurobismutit und Hessit ist.
Er schrieb mehrere Memoiren: L'amas cuivreux de Rio-Tinto (etwa: die Masse von Kupfer am Rio-Tinto), Les bitumes de la Trinidad (etwa: Das Erdpech (Asphalt) von Trinidad) und Les gîtes cuivreux du Boleo en Basse-Californie (etwa: Die Fundorte von Kupfer in Unter-Kalifornien).
Der von ihm entdeckte Cumengeit wurde nach ihm benannt. Auch der Mineraloge Kenngott widmete ihm ein Mineral, das allerdings in den Rang eines Synonyms für Stibiconit herabgestuft wurde.